# FeliCa

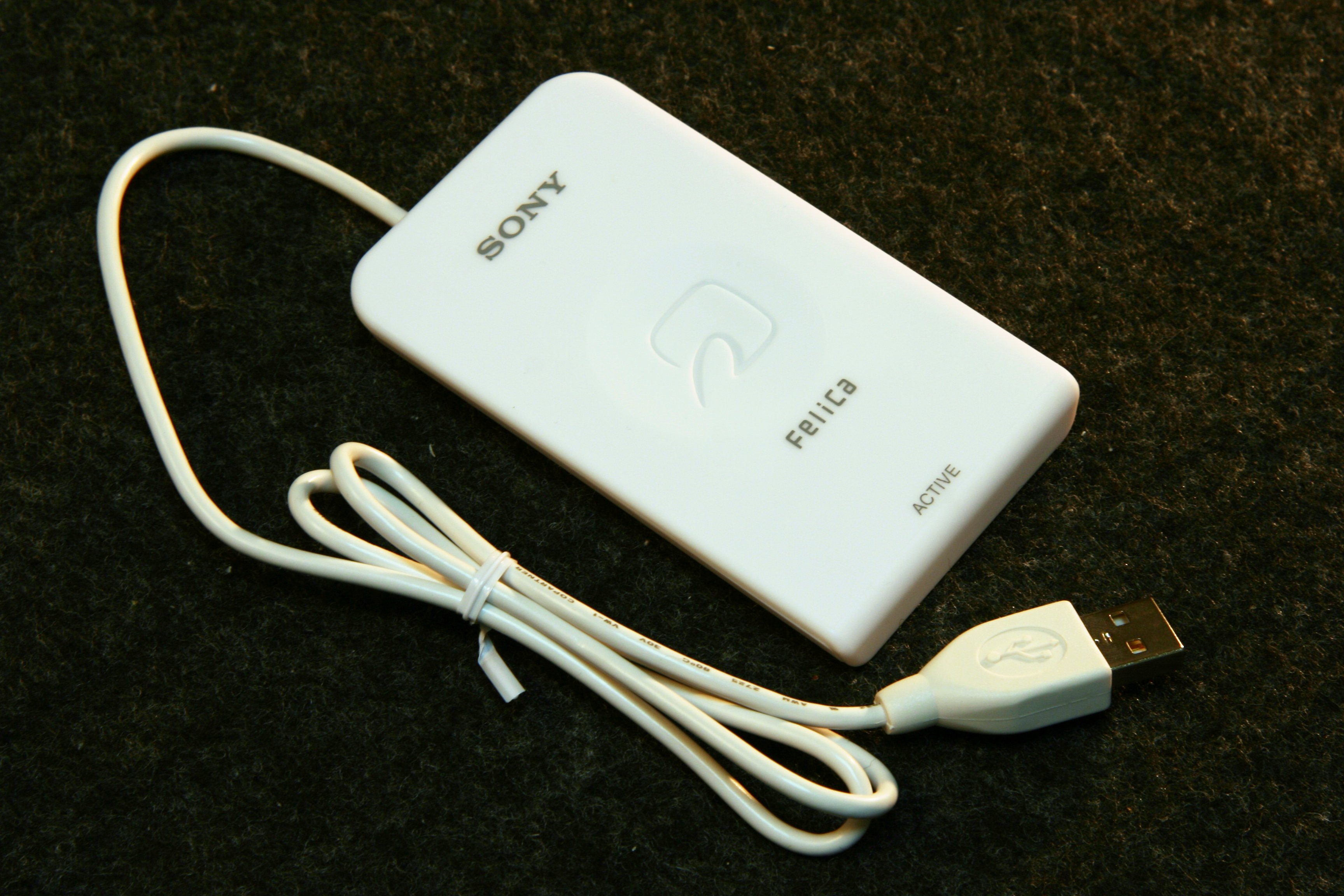
RC-S320-Kartenleser Sony „PaSoRi“

FeliCa (Kurzform für Felicity Card) ist ein kontaktloses RFID-Smartcardsystem, das von Sony entwickelt wurde und hauptsächlich für Bezahlsysteme eingesetzt wird, darunter die Octopus-Karte in Hongkong.

## Technologie
Bei der FeliCa-Transponder-Technologie handelt es sich um einen passiven Transponder auf 13-MHz-Basis. Passiv bedeutet, dass die Karte ihre Energie, die sie zur Bearbeitung benötigt, vom Lesegerät bekommt und keine interne Batteriequelle enthält.